# Miralles (Espluga de Serra)
Miralles és un despoblat de l'antic terme d'Espluga de Serra, agregat el 1970 al terme municipal de Tremp.
Es tractava, segurament, d'un poble castral, és a dir, una població nascuda a redós i dintre del recinte murat d'un castell, en aquest cas, el castell de Miralles, documentat des de l'any 837.
El poble es va despoblar abans del segle xx i de les cases abandonades només en roman un munt de ruïnes. Se'n conserva l'església de santa Maria, romànica, abandonada i molt malmesa, sense sostres ni teulades, però amb les parets mestres dempeus.

## Etimologia
Segons Coromines el topònim Miralles, molt abundant a tota la geografia catalana, és sempre indicador de muralles altes, o de castells situats en llocs elevats. El llatí miracula, forma neutra en plural, derivat del verb mirare, degué prendre aviat el sentit de vigilar, i miralles passà a designar llocs propicis per a torres de guaita amb molta visibilitat sobre un ample territori.